# Salvador Vázquez de Parga
Salvador Vázquez de Parga Chueca (Lleida, 1934 - Barcelona, 23 de març de 2009) fou un magistrat català, teòric del còmic i de la novel·la popular d'Espanya. Els seus assaigs foren escrits en castellà.

## Biografia
Va treballar de jutge de primera instància i posteriorment de magistrat a Barcelona. Des de molt jove va començar a interessar-se pels còmics i la temàtica criminal en literatura. Ja als anys 1970, escrivia articles sobre còmic per diverses revistes del mitjà, com Sunday Comics.
El 1980 va publicar Los cómcis del franquismo, el seu primer llibre, al qual seguirien assaigs monogràfics sobre els dibuixant de còmic Emilio Freixas (1982), Alex Raymond (1983) i Harold Foster (1983) per la col·lecció Cuando el comic es nostalgia. També va participar en l'obra enciclopèdica Historia de los Comics (1983) dirigida per Javier Coma per l'editorial Toutain amb els articles El comic realista español desde 1950 hasta los últimos años 60, De Mortadelo o Makoki: el humor y la sátira en los comics españoles de los últimos tiempos o Los comics del Norte de Europa: Dinamarca, Suecia, Finlandia, en primer plano nórdico. També amb Javier Coma, va firmar el manifest "Ante un conato de degradación del significado cultural del cómic" (1983), fet públic al tercer Saló Internacional del Còmic de Barcelona.
Al mateix temps abordava la novel·la popular amb títols com Los mitos de la novela criminal (Planeta, 1981), Héroes de la aventura (Planeta, 1983), Espías de ficción (Planeta, 1985), De la novela policíaca a la novela negra (Plaza y Janés, 1986) i La novela policíaca en España (Ronsel, 1993).
El 1998 va aparèixer una monografia titulada Los cómics gay dins de la Biblioteca del Dr. Vértigo de l'Editorial Glénat, la qual anava firmada per Santi Valdés, pseudònim que se li atribueix. En tot cas, va tornar a escriure sobre el còmic al llibre Los tebeos de aventuras en 200 portadas (1999, Glénat).
Els seus darrers llibres foren Héroes y enamoradas. La novela popular española (2000, Glénat) i Las novelas de aventuras en 250 portadas (2003, Glénat).

## Obra
- Los cómcis del franquismo (1980)
- Los mitos de la novela criminal (Planeta, 1981)
- Héroes de la aventura (Planeta, 1983)
- Espías de ficción (Planeta, 1985)
- De la novela policíaca a la novela negra (Plaza y Janés, 1986)
- La novela policíaca en España (Ronsel, 1993)
- Los cómics gay (Biblioteca del Dr. Vértigo, Editorial Glénat, 1988)
- Héroes y enamoradas. La novela popular española (2000, Glénat)
- Las novelas de aventuras en 250 portadas (2003, Glénat)